# Sowjetischer Fußballpokal 1945
Der Sowjetische Fußballpokal 1945 war die sechste Austragung des sowjetischen Pokalwettbewerbs der Männer.
Pokalsieger wurde Vorjahresfinalist ZDKA Moskau. Das Team setzte sich im Finale gegen Dynamo Moskau durch. Titelverteidiger Zenit Leningrad war im Halbfinale gegen den späteren Sieger ausgeschieden.

## 1. Runde
| Datum      |                       | Ergebnis  |                           |
| ---------- | --------------------- | --------- | ------------------------- |
| 09.09.1945 | Dinamo Alma-Ata       | 3:0       | Traktor Tscheljabinsk     |
| 09.09.1945 | Dinamo Baku           | 2:0       | Zenit Swerdlowsk          |
| 16.09.1945 | Dinamo Jerewan        | 4:2 n. V. | DKA Nowosibirsk           |
| 16.09.1945 | DKA Tiflis            | 3:3 n. V. | Krylja Sowetow Molotow    |
| 20.09.1945 | Dynamo Kiew           | 0:2       | Lokomotive Charkow        |
| 23.09.1945 | Dynamo Iwanowo        | 3:2 n. V. | KBF Leningrad             |
| 23.09.1945 | Dinamo Minsk          | 3:4       | Stachanowez Stalino       |
| 23.09.1945 | Torpedo Gorki         | 0:3       | Torpedo Moskau            |
| 23.09.1945 | Zenit Leningrad       | 1:0 n. V. | FK MWO Moskau             |
| 25.09.1945 | Spartak Leningrad     | 1:6       | Dynamo Moskau             |
| 27.09.1945 | Dinamo Tiflis         | 2:0       | Pischtschewik Odessa      |
| 28.09.1945 | ZDKA Moskau           | 3:0       | WWS Moskau                |
| 28.09.1945 | Dynamo Leningrad      | 5:1       | Lokomotive Moskau         |
| 28.09.1945 | Krylja Sowetow Moskau | 3:1       | Krylja Sowetow Kuibyschew |
| 28.09.1945 | Spartak Moskau        | 3:1       | Trudowyje Reserwy Moskau  |
| 28.09.1945 | SiS Moskau            | 1:2       | Traktor Stalingrad        |

### Wiederholungsspiel
| Datum      |            | Ergebnis |                        |
| ---------- | ---------- | -------- | ---------------------- |
| 17.09.1945 | DKA Tiflis | 5:0      | Krylja Sowetow Molotow |

## Achtelfinale
| Datum      |                    | Ergebnis |                       |
| ---------- | ------------------ | -------- | --------------------- |
| 16.09.1945 | Dinamo Alma-Ata    | 2:1      | Dinamo Baku           |
| 23.09.1945 | DKA Tiflis         | 3:0      | Dinamo Jerewan        |
| 26.09.1945 | Zenit Leningrad    | 3:1      | Lokomotive Charkow    |
| 29.09.1945 | Dynamo Moskau      | 5:2      | Torpedo Moskau        |
| 30.09.1945 | ZDKA Moskau        | 5:1      | Krylja Sowetow Moskau |
| 30.09.1945 | Dynamo Leningrad   | 3:2      | Stachanowez Stalino   |
| 01.10.1945 | Spartak Moskau     | 1:2      | Dinamo Tiflis         |
| 02.10.1945 | Traktor Stalingrad | 2:0      | Dynamo Iwanowo        |

## Viertelfinale
| Datum      |                    | Ergebnis |                  |
| ---------- | ------------------ | -------- | ---------------- |
| 04.10.1945 | Zenit Leningrad    | 2:1      | DKA Tiflis       |
| 05.10.1945 | ZDKA Moskau        | 1:0      | Dinamo Tiflis    |
| 05.10.1945 | Traktor Stalingrad | 1:0      | Dinamo Alma-Ata  |
| 06.10.1945 | Dynamo Moskau      | 4:0      | Dynamo Leningrad |

## Halbfinale
| Datum      |               | Ergebnis |                    |
| ---------- | ------------- | -------- | ------------------ |
| 09.10.1945 | ZDKA Moskau   | 7:0      | Zenit Leningrad    |
| 10.10.1945 | Dynamo Moskau | 3:1      | Traktor Stalingrad |

## Finale
| Paarung        | ZDKA Moskau – Dynamo Moskau |
| Ergebnis       | 2:1 (1:1) |
| Datum          | 14. Oktober 1945 |
| Stadion        | Dynamo-Stadion, Moskau |
| Zuschauer      | 80.000 |
| Schiedsrichter | Elmar Saar |
| Tore           | 0:1 Sergei Solowjow (9.) 1:1 Walentin Nikolajew (44.) 2:1 Alexander Winogradow (65.) |
| ZDKA Moskau    | Wladimir Nikanorow – Grigori Tutschkow, Iwan Kotschetkow – Alexander Prochorow, Alexander Winogradow, Boris Afanassjew – Alexei Grinin, Walentin Nikolajew, Grigori Fedotow, Wsewolod Bobrow, Wladimir Djomin Cheftrainer: Boris Arkadjew       |
| Dynamo Moskau  | Alexei Chomitsch – Wsewolod Radikorski, Michail Semitschastnyj – Iwan Stankewitsch, Wsewolod Blinkow, Leonid Solowjow – Wassili Trofimow, Wassili Kartsew, Konstantin Beskow, Nikolai Dementjew, Sergei Solowjow Cheftrainer: Michail Jakuschin |